# Šempeter v Savinjski Dolini
Šempeter v Savinjski Dolini (en slovène : Šempeter v Savinjski dolini) est un village de la municipalité de Žalec, en Slovénie. Il est situé sur la rive gauche de la rivière Savinja, à l'est de Žalec. L'autoroute A1 traverse le territoire de la localité au nord-ouest du centre du village.
En 2002, le village comptait 1 943 habitants.

## Nom du site
En 1952, le nom de la localité est changé de Sveti Peter v Savinjski dolini (littéralement, Saint Pierre dans la vallée de Savinja) en Šempeter v Savinjski dolini, en vertu de la loi de 1948 relative aux noms des localités, places, rues et immeubles. Cette loi promulguée par le gouvernement communiste slovène de l'après-guerre avait pour but de supprimer les références religieuses dans la toponymie slovène,,.

## Monuments

### Église

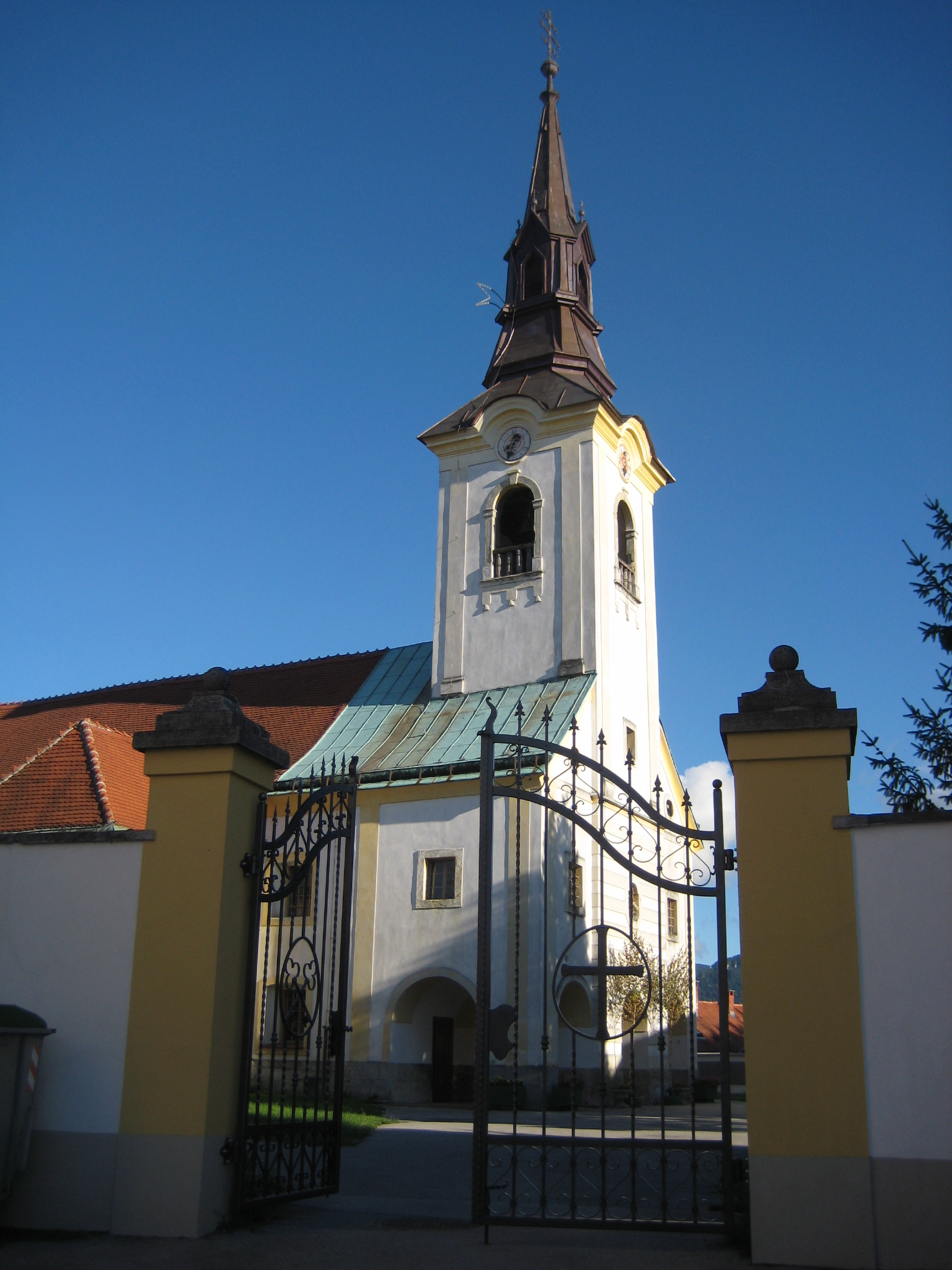
Église Saint Pierre à Šempeter v Savinjski Dolini

L'église paroissiale, qui a donné son nom au village, est consacrée à Saint Pierre et appartient au diocèse catholique de Celje. Construite au XIIIe siècle et de style roman, elle a été partiellement transformée dans le style gothique et baroque ; les dernières modifications remontent à 1913. Dans l’église se trouve une statue de la Vierge datant de 1320. Le reste du mobilier et des objets datent, pour la plupart, du XVIIIe siècle, XIXe siècle et XXe siècle.

### La nécropole

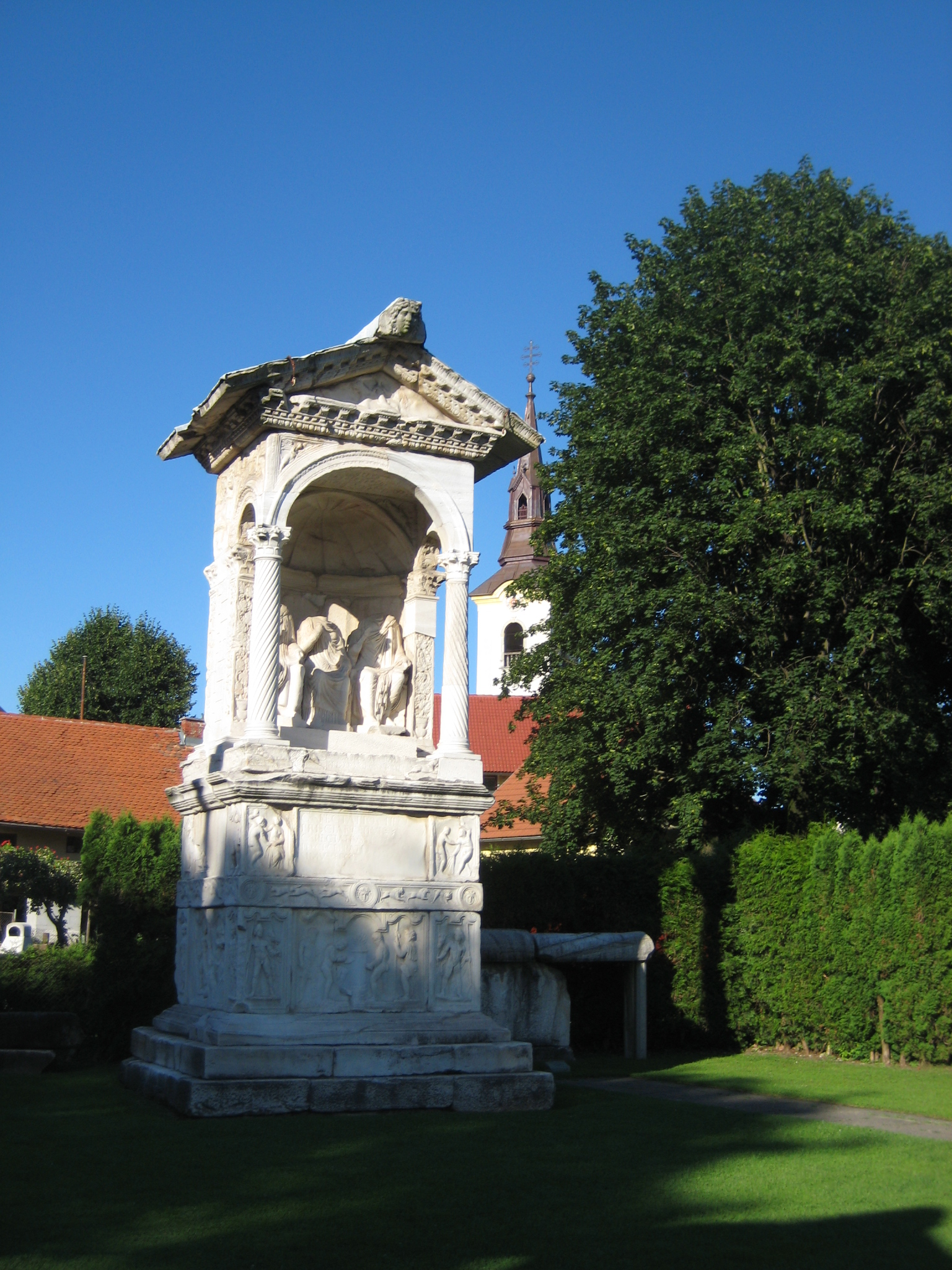
Aediculae sur le site de la nécropole romaine de Šempeter v Savinjski Dolini

Šempeter est surtout connue pour sa nécropole de l'Antiquité classique. La voie romaine qui allait de Aquilée à Poetovio (via Aemona et Celeia) passait par là, et l'emplacement de Šempeter est conforme à la coutume romaine qui consiste à placer les cimetières près des routes principales et à l'extérieur des villes.
La nécropole a été utilisée entre les Ier et IIIe siècles ap. J.-C. et est liée à la ville romaine Celeia non loin de là. À un moment donné de l' antiquité, la zone a été inondée et recouverte de petits cailloux issus de la rivière Savinja River, ce qui a permis de préserver le site jusqu'à sa découverte fortuite en 1952, quand la statue d'une femme assise a été trouvée en bêchant un verger.
Les fouilles du site ont été conduites de 1952 à 1956, puis à nouveau en 1964 : une autre partie de la nécropole est alors mise au jour. Au-dessus de certaines tombes se trouve un aediculae (tabernacle, niche) décoré de sculptures et de reliefs. Ils sont exposés in situ dans la parc archéologique sous la protection du musée régional de Celje. Leurs reliefs montrent des scènes de la mythologie où il est question de résurrection : l'histoire d'Hercule secourant Alceste, l'histoire d'Orphée et de sa femme Eurydice. Du mobilier funéraire a également été mis au jour. Les trouvailles les plus petites sont conservées au musée de Celje. Le site n'a pas été fouillé dans son intégralité car des parties du cimetière se trouvent sous la zone habitée actuellement.